# Niilo Kokko

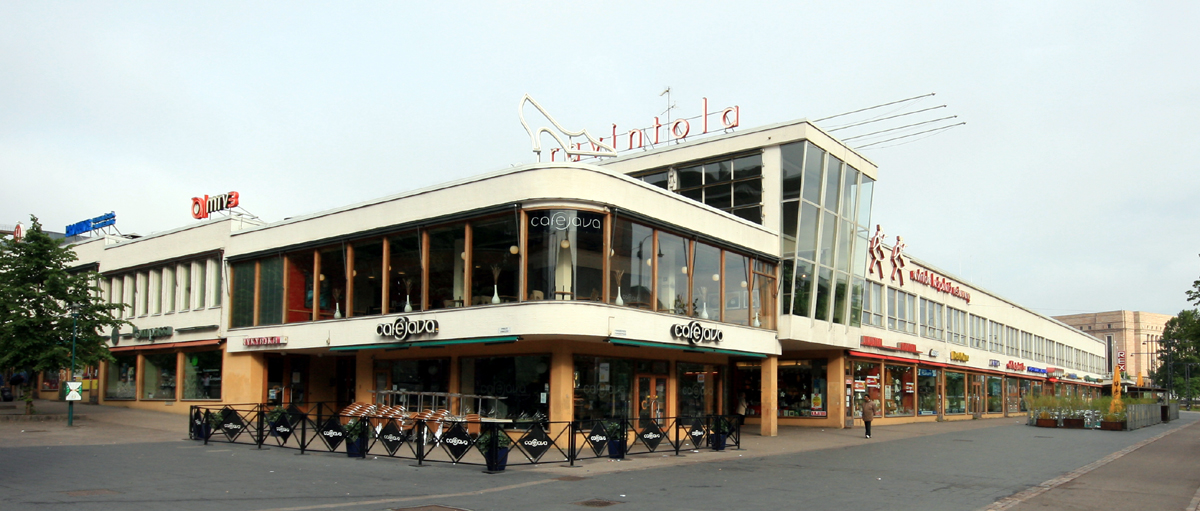
Glaspalatset.

Niilo Viljo Henrik Kokko, född 21 januari 1907 i Limingo, död 3 september 1975 i Helsingfors, var en finländsk arkitekt. 
Kokko utexaminerades från Tekniska högskolan i Helsingfors 1936. Under studietiden, vann han, tillsammans med Viljo Revell och Heimo Riihimäki, arkitekttävlingen om Glaspalatset vid Mannerheimvägen i Helsingfors. Denna byggnad färdigställdes 1936 och utgör ett exempel på renodlad funktionalism. Kokko bedrev egen arkitektverksamhet tillsammans med Arvo Aalto 1935–1953 och därefter med Kauko Kokko. Niilo Kokko var även byråarkitekt vid kommunikationsministeriet 1943–1944. Av hans verk kan i övrigt nämnas bostadshusen vid Sinebrychoffsgatan 13, 15, 17 och 19 i Helsingfors (tillsammans med Arvo Aalto och J. Saari, 1939) och Restaurang Bulevardias funktionalistiska inredning.